# Lj (이중음자)
Ǉ, ǈ, ǉ는 여러 슬라브어계 언어나 로마자화된 마케도니아어에서 경구개 설측 접근음을 나타내는 로마자의 합자 글자이다.

## 발음
일반적으로 경구개 설측 접근음으로 소리나기에 어느 곳에서도 변이음 없이 경구개 설측 접근음으로 소리난다.

## 키릴 문자
키릴 문자에도 이와 똑같은 소리를 나타내는 글자 Љ가 있다.

## 기타
이탈리아어 gl, 포르투갈어 lh 등도 같은 소리를 낸다.

## 같이 보기
- 로마자
- 경구개 설측 접근음
- Љ